# Magirus-Deutz MK

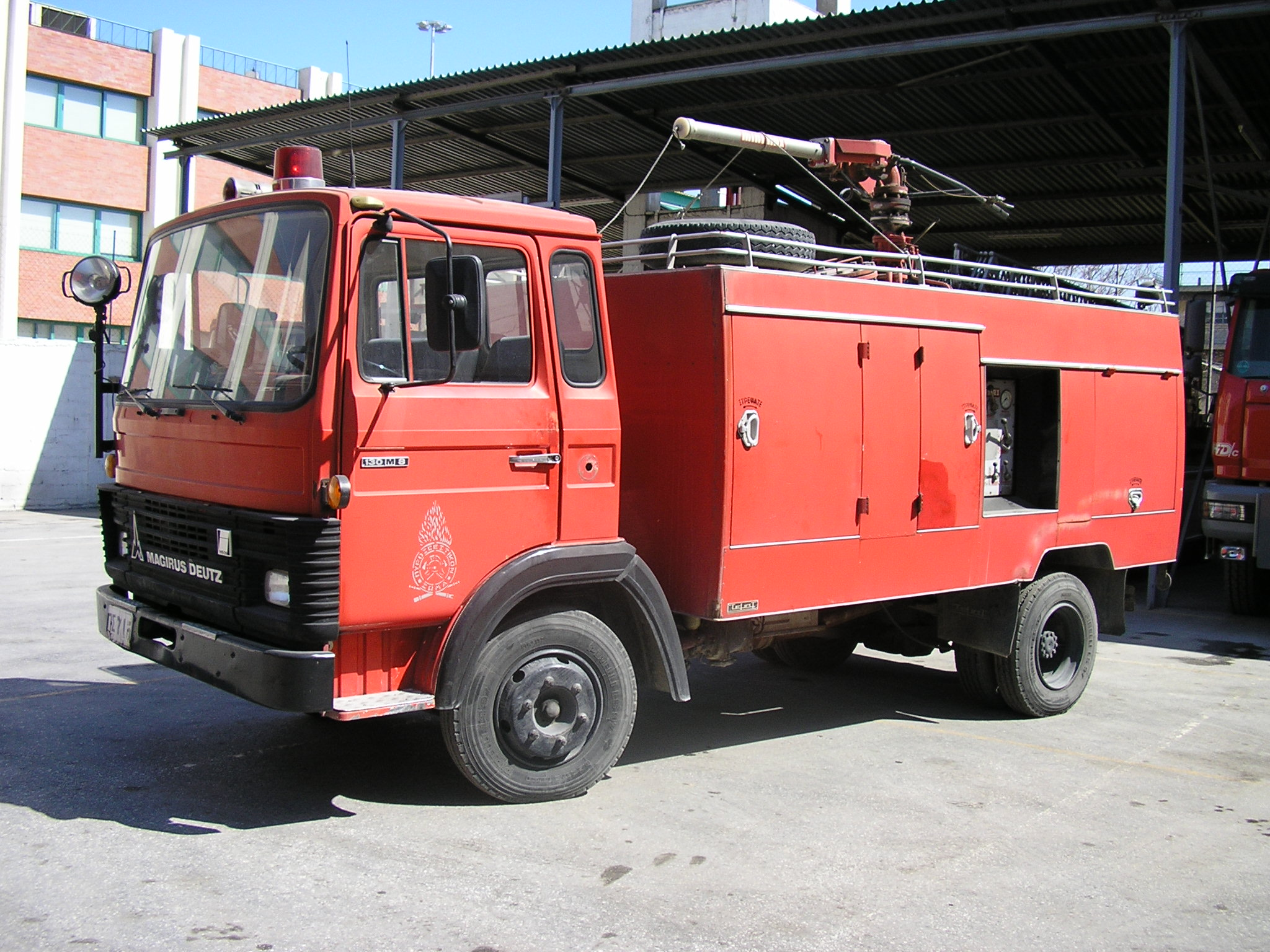

De Magirus-Deutz MK, later Iveco MK, was een serie lichte vrachtwagen van de Duitse vrachtautofabrikant Magirus-Deutz en was uitgerust met de "Club van 4"-cabine, die door Magirus-Deutz in Ulm werd geproduceerd. Uitgerust waren de vrachtwagens met luchtgekoelde dieselmotoren, een unicum van Magirus-Deutz.
De modelnaam was een afkorting van Mittel Klasse. Het volgde de Eicher-modellen op, nadat Eicher de vrachtwagenproductie overdeed aan Magirus-Deutz. 
Magirus-Deutz voegde zich in die tijd bij IVECO, zodat al snel deze serie met dubbele merknaam Magirus-Iveco, later Iveco-Magirus en dus uiteindelijk IVECO verschenen. De serie werd tot 1992 gemaakt, opgevolgd door de Iveco Eurocargo.